# Weymouth
Weymouth is een plaats (town) in het bestuurlijke gebied Dorset, in het Engelse graafschap Dorset. De plaats telt 51.760 inwoners.
In 2012 vond hier het Olympisch zeiltoernooi van de Olympische Spelen plaats. Een centrale plaats kreeg hier de Weymouth and Portland National Sailing Academy.

## Geboren
- Richard Woolley (1906-1986), astronoom
- Paul Durkin (1955), voetbalscheidsrechter
- Andy Parsons (1966), comedian